# 浅井晴美
浅井 晴美（あさい はるみ、1972年2月15日 - ）は、日本の女性声優。現在はフリー。愛知県出身。

## 人物
「CHK声優センター名古屋校」出身。東京校に転属の後、上位事務所にあたる「オフィスCHK」に昇格所属。同事務所に2010年3月31日まで所属していた。声優センターのウェブサイトに地方校出身者としてコメントを寄せている。
2006年7月、壱智村小真、櫻井浩美と自主制作でネットラジオ『studio TeaParty』を開始する。番組内での愛称は、はる姉（はるねえ）。
方言は名古屋弁、三重弁。趣味は歌、読書、柔軟、ネットサーフィン、サイクリング、カラオケ。特技は高速文章作成、ピアノ。

## 出演
太字はメインキャラクター。

### テレビアニメ
1999年
- 神風怪盗ジャンヌ（女生徒）
- デジモンアドベンチャー（女の子）

2001年
- フルーツバスケット（木之下南、トモミ 他）
- 名探偵コナン（2001年 - 2015年、新庄真紀、国分秋穂、中桐鹿子）

2002年
- あたしンち（2002年 - 2016年、浅田） - 2シリーズ

2003年
- 幻影闘士バストフレモン（ヘスティア / リドル、マダム・シュガー）
- MOUSE（フォン）

2004年
- 今日からマ王!（少年期アルフォード）
- なるたる（ひろ子の母）

2006年
- しましまとらのしまじろう（鹿のお母さん）

2007年
- やっとかめ探偵団（芝浦かねよ）

2008年
- 恋姫†無双（2008年 - 2010年、夏侯惇） - 3シリーズ

2009年
- 戦争童話 青い瞳の女の子のお話（井上花代）

2010年
- ご姉弟物語（大崎）

2011年
- 忍たま乱太郎（2011年 - 2021年、利梵、女主人）

2012年
- クレヨンしんちゃん（女性B）

### OVA
2004年
- Phantom -PHANTOM THE ANIMATION-

2009年
- 恋姫†無双†はわわっDVD七巻はOVAすぺしゃるですよ〜†（夏侯惇）

2010年
- 真・恋姫†無双†はにゃDVD第七巻はOVAすぺしゃるなのだ†（夏侯惇）

2012年
- 華ヤカ哉、我ガ一族 キネトグラフ（本条院トキ）

### 劇場アニメ
2002年
- Piaキャロットへようこそ!! -さやかの恋物語-（ラジオ音声）

2006年
- 鉄コン筋クリート（阿久津）

### ゲーム
1999年
- ぷらすぷらむ（フローラ）

2001年
- エクソダスギルティー ネオス（フレア）
- 復讐 〜陵辱の刃〜（後藤希）

2002年
- ファーランドシンフォニー（アイシャ）
- マジデスファイト!（セレスト）

2003年
- Iris 〜イリス〜（桑坂夏実）

2005年
- F.E.A.R.（ジン）

2007年
- スターオーシャン1 First Departure
- チョコボの不思議なダンジョン 時忘れの迷宮
- まじしゃんず・あかでみい（ジャネット・ランファン）

2008年
- 恋姫†夢想 〜ドキッ☆乙女だらけの三国志演義〜（夏侯惇）

2009年
- キラ☆キラ 〜Rock'n'RollShow〜（吉沢先生）

2010年
- 華ヤカ哉、我ガ一族（本条院トキ）

2014年
- 恋姫†演武（夏侯惇）

2018年
- 天涯ニ舞ウ、粋ナ花（多岐川綾乃）
- ピオフィオーレの晩鐘（ジュリア・チェステ）

2019年
- スターオーシャン1 First Departure R

2020年
- アクション対魔忍（水城不知火）
- ピオフィオーレの晩鐘 -Episodio1926-（ジュリア・チェステ）

2023年
- 薔薇と椿 〜お豪華絢爛版〜（椿小路沙織、三田悦子、妖精ピンク、ティアマト）
- STAR OCEAN THE SECOND STORY R

2024年
- 百英雄伝（バババ、ネル、ジャス）

2025年
- Honor of Kings（システム）

### 吹き替え

#### 映画
- 愛・ビート・ライム（ディクソン〈ジル・スコット〉）※Netflix版
- ALONE/アローン（ジェニー〈アナベル・ウォーリス〉）
- 犬いなる遺産
- イン・ザ・ベッドルーム
- ヴィレッジ
- 嘘の心
- エア・バディ2
- エアポート2001
- エイプリルの七面鳥
- エンド・オブ・ザ・ワールド（ダイアン）
- 王の願い ハングルの始まり（昭憲王后〈チョン・ミソン〉[12]）
- 狼男 （サム 〈キンバリー・J・ブラウン〉）
- 喜劇王
- 9000マイルの約束
- キング・コング
- グッバイ、レーニン!
- グリーン・ナイト（ガウェインの母）
- コーラス
- ザ・リスト 官能の罠
- ジェネラル 天国は血の匂い
- シカゴ・ドライバー
- 68キル（モニカ〈シェイラ・ヴァンド〉[13]）
- 重要参考人
- スカートの奥で
- スパイダーズ
- スモールワールド/15センチの魔法（シュミット校長先生〈アーニャ・クリング〉[14]）
  - スモール・アドベンチャー/パパママ救出大作戦[15]
- 聖なる犯罪者（リディア〈アレクサンドラ・コニェチュナ〉[16]）
- ダーク・タイド（ケイト〈ハル・ベリー〉）
- 第一の嘘
- ダブル・クライム
- チョコレート
- ディープ・ライジング
- 666（デビルズ・サイン）
- デモンズ・ナイト
- 21ブリッジ（リー）
- ドッグ・ソルジャー（ミーガン〈エマ・クレズビー〉）
- ドリームキャッチャー 呪われた魔除け（ゲイル〈ラダ・ミッチェル〉[17]）
- トリックベイビー
- 虹蛇と眠る女（キャサリン〈ニコール・キッドマン〉）
- ノーエスケープ
- 背徳令嬢
- ハイ・ライフ（ディブス〈ジュリエット・ビノシュ〉[18]）
- 白髪妖魔伝（凌慕華〈セシリア・イップ〉）
- ハプニング
- パリ、憎しみという名の罠（ドリー）
- フォーン・ブース
- ブラック・ダイヤモンド
- フラッシュフラッド
- ブリザード
- プロフェッツ・ゲーム
- ブロンドの甘い罠
- ベイサイド・ウェポン
- ベッカムに恋して
- ポゼスト 狂血
- マティアス&マキシム（マノン〈アンヌ・ドルヴァル〉[19]）
- ミッシング
- モンスーン・ウェディング
- ヤァヤァ・シスターズの聖なる秘密
- 夢見る頃を過ぎても
- ライフ・オブ・クライム（ミッキー〈ジェニファー・アニストン〉）
- ラグタイム しっちゃかめっちゃか大騒動
- リクルート
- ルナ・パパ
- 恋愛適齢期
- ローラーボール ※テレビ東京版
- ロブスター（近眼の女〈レイチェル・ワイズ〉）
- ロマンスX

#### ドラマ
- オー・マイ・クムビ（コ・カンヒ〈パク・ジニ〉）
- 射鵰英雄伝（韓小瑩〈サオ・フェン〉）
- パワーレンジャー・ライトスピード・レスキュー（バイプラ、サイモン、子供の頃のカーター・クレイソン、子供の頃のライアン・ミッチェル、ジョアン）
- レジェンド・オブ・フラッシュ・ファイター 書剣恩仇録（ホチントン〈エスザー・クワン〉）

#### アニメ
- アグリードール
- ウィーリー ヒロイン救出大作戦（ママ）
- かたつむリンピック（グラディス）
- 氷の国のスイフティ 北極危機一髪!（マグダ[20]）
- ティーン・タイタンズ（レンタルビデオショップの店員）
- ナッツジョブ リバティパーク奪還作戦!!（プレシャス）
- フォスターズ・ホーム（フランキー; 2005〜2006年）
- プリモ〜わたしと12人のイトコ（ビビ）
- レスキューせんエリアスと海ではたらく仲間たち（海のクイーン）
- レゴ ニンジャゴー (テレビアニメ)（ドッグシャンク）
- れいぞうこのくにのココモン（キャンディパン）

### ドラマCD
- アクエリアンエイジ（藤宮真由美、ルシフェル）
- 君臨せよ（町の女）
- THE MANZAI（瀬田の母）
- Dクラッカーズ（姫木梓）
- 伯爵様は魅惑のハニーがお好き（遠山聖子）
- プラネットガーディアン（エリザ）
- ドラマCDフルーツバスケット（木之下南）
- 僕の銀狐（8歳の孝之）
- 真夜中の弥次さん喜多さん 愛と幻覚のセレナーデ（アケミ）
- 恋愛のスキル

### オーディオブック
- 無花果の実のなるころに お蔦さんの神楽坂日記
- ヴィクトリア朝怪奇冒険譚シリーズ 全3巻
- ウェディング・ドレスに紅いバラ
- うどん キツネつきの
- 裏染天馬シリーズ
  - 体育館の殺人
  - 水族館の殺人
  - 風ヶ丘五十円玉祭りの謎
  - 図書館の殺人
- オーリエラントの魔道師シリーズ 3巻 太陽の石
- 押絵の奇蹟
- 終わらない歌
- 駈込み訴え
- 風立ちぬ
- 風とタンポポ 〜惑星環物語〜
- 機巧姫流離譚（からくりひめりゅうりたん）
- 硝子の塔の殺人
- 記憶翻訳者 全2巻
- 君に読ませたいミステリがあるんだ
- グイン・サーガ 1〜7巻
- 崩れる脳を抱きしめて
- クラッシャージョウ 1巻 連帯惑星ピザンの危機
- 暗闇にレンズ
- 剣崎比留子シリーズ
  - 屍人荘の殺人
  - 魔眼の匣の殺人
  - 兇人邸の殺人
- 強欲な羊
- 五色の殺人者
- サーチライトと誘蛾灯
- 時空旅行者の砂時計
- ずっとお城で暮らしてる
- 星界シリーズ
  - 星界の紋章 全3巻
  - 星界の戦旗 1〜5巻
  - 星界の断章 1〜3巻
- ゼピュロシア・サーガ 西風の戦
- 総理の夫 First Gentleman 新版
- 小さき者へ
- 天駆せよ法勝寺
- 夏の呼吸
- 夏の魔術シリーズ 全4巻
- 七十四秒の旋律と孤独
- ぬばたまおろち、しらたまおろち
- 野菊の墓
- BISビブリオバトル部シリーズ 1〜2巻
- ビースト・ストランディング
- 病棟シリーズ
  - 仮面病棟
  - 時限病棟
- 風牙
- 放課後はミステリーとともに 全2巻
- 星砕きの娘
- 滅びの鐘
- マヴァール年代記 1〜2巻
- 〈マリア＆漣〉シリーズ
  - ジェリーフィッシュは凍らない
  - ブルーローズは眠らない
- ミツハの一族
- メグル
- もろこし銀侠伝
- 幽霊塔
- よろこびの歌
- ラインの虜囚
- 嗤う淑女シリーズ 全2巻